# خودکشی در نپال
خودکشی در نپال به سبب زیاد شدن طی سال‌های اخیر به یک معضل اجتماعی-ملی در این کشور بدل شده‌است. کشور نپال که بر پایهٔ گزارش سازمان بهداشت جهانی به سال ۲۰۱۵، هفتمین کشور از نظر نرخ خودکشی شناخته شد، دارای نرخ خودکشی ۶٬۸۴۰ تن در سال یا ۲۴٫۹ تن در هر ۱۰۰٬۰۰۰ تن است. هم‌اکنون خودکشی نخستین علت مرگ زنان ۱۵ تا ۴۹ سال نپالی است.

## گزارش نادرست
از آن‌جا که گزارش‌های مربوط به خودکشی در این کشور با پی‌آمدهایی همچون محدودیت قوانین، انگ اجتماعی و مشکلات لوجستیکی همراه است، گاه نرخ خودکشی در این کشور را ۷ تن در هر ۱۰۰٬۰۰۰ تن می‌دانند که بسیار کم‌تر از واقعیت است.
خودکشی در کشور نپال غیرقانونی بوده و برای فرد خودکش در صورت زنده ماندن جریمه یا زندانی در برخواهد داشت. طبق گزارش مدیر سامانتا، یک سازمان پشتیبان حقوق زنان در نپال، «بیش‌تر خانواده‌ها موارد خودکشی را گزارش نمی‌کنند چراکه در پرونده‌های پلیسی گیر خواهند افتاد.» خودکش‌ها یا عزیزانشان از ترس روبرو شدن با قانون، حتی برای درمان به بیمارستان یا پزشک هم مراجعه نمی‌کنند. حتی در صورت مرگ فرد خودکش، برای آنکه خانواده‌اش تحت تعقیب قانونی قرار نگیرند، علت مرگ وی را چیزی غیر از خودکشی اعلام می‌کنند.
خانواده‌ها همچنین به سبب فرار از انگ اجتماعی و تبعیض ناشی از بیماری روانی، مایل به گزارش خودکشی در عزیزانشان نیستند. این انگ اجتماعی آن قدر قوی است که با وجود پژوهش‌های گسترده، صحبت در رابطه با خودکشی و امور مربوط به آن به شدت نامطلوب است. این کم گزارش کردن خودکشی یا تلاش برای خودکشی در رابطه با زنان به سبب گونه‌ای «فرهنگ خاموشی»، به‌ویژه در مواردی که گونه‌ای خشونت خانگی همچون تجاوز هم در میان باشد، بیش‌تر هم هست.
و در نهایت عوامل لوجستیکی نیز در این کم گزارش کردن و آمار نادرست دخیل هستند. طبق برنامه حمایتی بخش بهداشت و درمان نپال، به سبب «آمار نادرست بیمارستان‌ها و پلیس» به علاوه اینکه «آمارگیران ناکارآمد و ضعیف عمل می‌کنند»، این کم گزارش کردن خودکشی همچنان ادامه می‌یابد؛ حتی اگر موانع اجتماعی و قانونی هم برداشته شوند.

## برپایه جنسیت
بخش مطالعات مرگ‌ومیر سازمان بهداشت خانواده در نپال در پژوهشی «تکان‌دهنده» گزارش کرد که خودکشی نخست علت مرگ زنان در سنین باروری یعنی ۱۵ تا ۴۵ سال است. بر پایه این گزارش، «بررسی‌های پرسشی مشخص نمود که مشکلات روحی، روابط بین فردی، ازدواج و مشکلات خانوادگی از مهم‌ترین کاراها در این آمار بالا هستند.» ۲۱٪ از خودکشی زنان مربوط است به سنین ۱۸ به پایین که این «نشان‌دهنده آن است که جوانی نیز خود یک کارای عمده می‌تواند باشد.» با وجود آنکه نرخ خودکشی زنان چه در نپال و چه در دیگر نقاط دنیا همچنان بالاست، (۳۰٫۱/۱۰۰٬۰۰۰ برای مردان ۲۰٫۰/۱۰۰٬۰۰۰ برای زنان) اما در نپال که هفدهمین کشور از نظر نرخ خودکشی مردان و سومین از نظر خودکشی زنان است، نسبت خودکشی زنان به مردان بسیار بالاتر است. باید دانست که درصد مرگ‌ومیر مردان از خودکشی در این کشور بالاست اما نرخ اقدام به خودکشی زنان بسیار بیش‌تر از مردان است. در همان گزارش به مشکلاتی که زنان با آن روبرو هستند این گوهه اشاره شده‌است:
سانجو یک زن ۲۱ ساله بی‌سواد و مادر دو فرزند بود. در سومین حاملگی وی دچار مشکل سوءتغذیه، سرگیجه و ضعف شد اما وی هیچ‌گونه مراقبت پیش از وضع حمل دریافت نکرد. سانجو که در سومین ماه حاملگی سوم خود بود، می‌خواست با شوهرش به خانه مادرش نقل مکان کند اما اقوام وی به سبب بروز سیل او را از این سفر منع کردند. وی به اتاقش رفت تا کمی استراحت آکند اما هنگامی که مادرشوهرش برای سرزدن به سانجو یک ساعت بعد به اتاقش رفت، سانجو به وی اطلاع داد که به قصد خودکشی، داروی شپش‌کش مصرف کرده‌است. شوهر سانجو و مادرشوهرش و نیز همسایه‌شان وی را به نزدیک‌ترین داروفروشی محل بردند و داروساز فوراً او را به نزدیک‌ترین بیمارستان ارجاع داد. خانواده سانجو با قرض کردن پول موفق شدند او را در یک اتومبیل ون خصوصی به بیمارستان منتقل کنند که ۲۵ دقیقه به طول انجامید. سانجو را در واحد اورژانس بستری کردند و به سرعت پزشکی را بر بالینش حاضر کردند اما دیگر کار از کار گذشته بود و سانجو ساعاتی بعد جان سپرد. این را مادرشوهرش تعریف کرد. با این حال مددکار اجتماعی سانجو که به صورت داوطلبانه فعالیت می‌کرد، اظهار داشت که سانجو از هیستری رنج می‌برده و وی را مجبور کرده بودند که با پدرشوهرش رابطه جنسی برقرار کند. درمان هیستری وی در حال پیشرفت بود اما همچنان مجبور بود که آن رابطه تن دردهد. از همین رو او به شدت تحت فشار روانی قرار داشت. این گونه تصور می‌شود که دلیل خودکشی وی همین باشد.
به علاوه گفته شده که نابرابری جنسیتی در این کشور یکی از دلایل عمده خودکشی زنان نپالی است. همچنین خودکشی زنان در سنین باروری ممکن است به سبب ازدواج زودهنگام یا حاملگی ناخواسته باشد. برای زنان نپالی ازدواج کردن می‌تواند سبب از دست دادن روابط خانوادگی و دوستان گردد و وابستگی بیش از اندازه به شوهر سبب‌ساز پیدایش افکار خودکشی در میان آنان شود؛ چراکه خودکشی در واقع آخرین تلاش برای برون‌رفت از این مخمصه است.

## خودکشی نپالی‌های مشهور
- ویشاجیت مالا، پادشاه مالا از کانتیپور
- یوگمایا نوپامه، کنش‌گر حقوق زنان
- سونگداره شرپا، شرپا
- بیمسن ثاپا، نخست‌وزیر نپال
- بارات راج آپرتی، قاضی دادگاه عالی نپال